# Moraván
Moraván (szlovákul Moravany nad Váhom) község Szlovákiában, a Nagyszombati kerületben, a Pöstyéni járásban.

## Fekvése
Pöstyéntől 4 km-re északkeletre, a Vág bal partján fekszik.

## Története
A régészeti leletek tanúsága szerint a község területén már a kőkorszakban is éltek emberek. A korszak egyedülálló művészeti emléke az ún. Moraváni Vénusz. Ebből a korszakból mammutcsontok, csontból készített ékszerek, vadászeszközök is kerültek elő a település határában. Települések maradványai kerültek elő a bronz- és vaskorból is.
A mai település a tatárjáráskor már állt, de elpusztították. A 14. század elején Csák Máté birtoka volt. 1348-ban I. Lajos király adománylevelében említik először, melyben a birtokot hívének, Újlaky Miklósnak adja. 1521-ig, Újlaky Lőrinc haláláig a család birtokában maradt. 1427-ben Moravánnak 15 adózó portája volt. A falu Temetvény várának uradalmához tartozott. Az Újlakyak kihalása után királyi birtok, majd 1524-ben II. Lajos király a temetvényi uradalommal együtt zálogbirtokul Thurzó Györgynek adta. 1548-ban öt adózó portája volt. 1576-ban 6 jobbágy, 9 zsellér és 2 lakatlan porta állt a településen. 1598-ban 48, 1600-ban 42 ház állt itt. A 16–18. század folyamán többször cserélt gazdát. 1635-ben, a Thurzók kihalása után birtokosa a Csáky család, majd 1770-től a Motesiczi, 1870-től pedig a Zedtwitz család volt. 1715-ben malom, szőlőskert és 14 porta állt Moravánban. Öt évvel később 18 portája létezett.
Vályi András szerint "MOROVA. Morovánka. Tót falu Nyitra Várm. földes Ura Motesiczky Uraság, lakosai katolikusok, fekszik Pöstényhez közel, határja jó, mint Horkáé."
Fényes Elek szerint "Morován, tót falu, Nyitra vmegyében, Chrenocz fil., 139 kath. lak. F. u. gr. Pálffy Ferencz. Ut. postája Privigye"
Az 1831 és 1866 között kitört járványoknak 73 lakos esett áldozatul. A trianoni békeszerződésig Nyitra vármegye Pöstyéni járásához tartozott.

## Népessége
| Év:            | 1994. | 2004.    | 2014.    | 2024.   |
| -------------- | ----- | -------- | -------- | ------- |
| Emberek száma: | 1803  | 2041     | 2330     | 2505    |
| Eltérés:       |       | +13,20 % | +14,15 % | +7,51 % |

| Év:            | 2023. | 2024.   |
| -------------- | ----- | ------- |
| Emberek száma: | 2485  | 2505    |
| Eltérés:       |       | +0,80 % |

1910-ben 864, túlnyomórészt szlovák lakosa volt.
2001-ben 1864 lakosából 1839 szlovák volt.
2011-ben 2259 lakosából 2149 szlovák.

## Nevezetességei

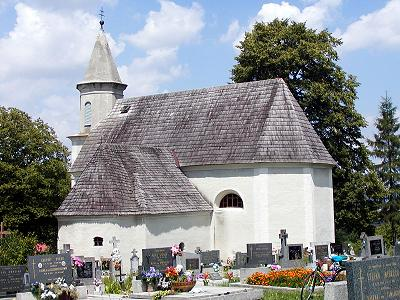
A Szent Márton templom

- A községben áll a 16. század végén épült várkastélya, melyet 1881-ben átalakítottak. Jelenleg alkotóház és üdülő van benne. A kastélyt a Csáky család építtette eredetileg reneszánsz stílusban.
- A község legfőbb nevezetessége egy 7,6 cm magas kis szobrocska, az ún. Moraváni Vénusz, mely Szlovákia legősibb művészeti emléke. Körülbelül 22000 évvel ezelőtt készült és ma a pozsonyi várban tekinthető meg.

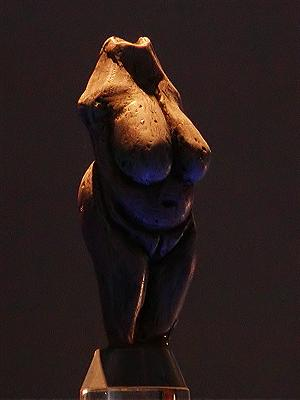
A moraváni Vénusz

- Szent Márton tiszteletére szentelt római katolikus temploma, az ún. felső templom a 15. században épült egy korábbi, 13. századi román stílusú templom maradványainak felhasználásával. Hatszögletű tornya a 16. században épült hozzá. A 18. században klasszicista stílusban építették át.
- A Rózsafüzéres Miasszonyunk tiszteletére szentelt temploma, az ún. alsó templom 1866 és 1873 között épült. Tornyát 1903-ban építették.

## Híres emberek
- Itt végezte gimnáziumi tanulmányait Rudnay Sándor (1760-1831) hercegprímás, esztergomi érsek.

## Külső hivatkozások
- Moraván információs portálja
- Moraván kastélya (képes ismertető szlovákul)
- Skonline.sk
- Községinfó
- Moraván Szlovákia térképén
- E-obce.sk[halott link]
- A reneszánsz kastély pusztulása